# Ramaria ochracea
Ramaria ochracea är en svampart som först beskrevs av Giacopo Bresàdola, och fick sitt nu gällande namn av Corner 1950. Ramaria ochracea ingår i släktet Ramaria,  och familjen Gomphaceae.   Inga underarter finns listade.